# تپه زورآوند ۱
تپه زورآوند ۱ مربوط به سده‌های میانه دوران‌های تاریخی پس از اسلام است و در شهرستان اراک، بخش مرکزی، شهر داودآباد واقع شده و این اثر در تاریخ ۱۸ اسفند ۱۳۸۷ با شمارهٔ ثبت ۲۵۰۴۹ به‌عنوان یکی از آثار ملی ایران به ثبت رسیده است.